# Ozarba inobtrusa
Ozarba inobtrusa là một loài bướm đêm trong họ Noctuidae.